# أرماندو بيفيرلى
أرماندو بيفيرلى (بالإيطالية: Armando Peverelli)‏ ولد بتاريخ 2 ديسمبر 1921 في ميلانو، وتوفي في 18 يوليو 1981 في إيطاليا، كان دراج إيطالي.